# Air Greenland

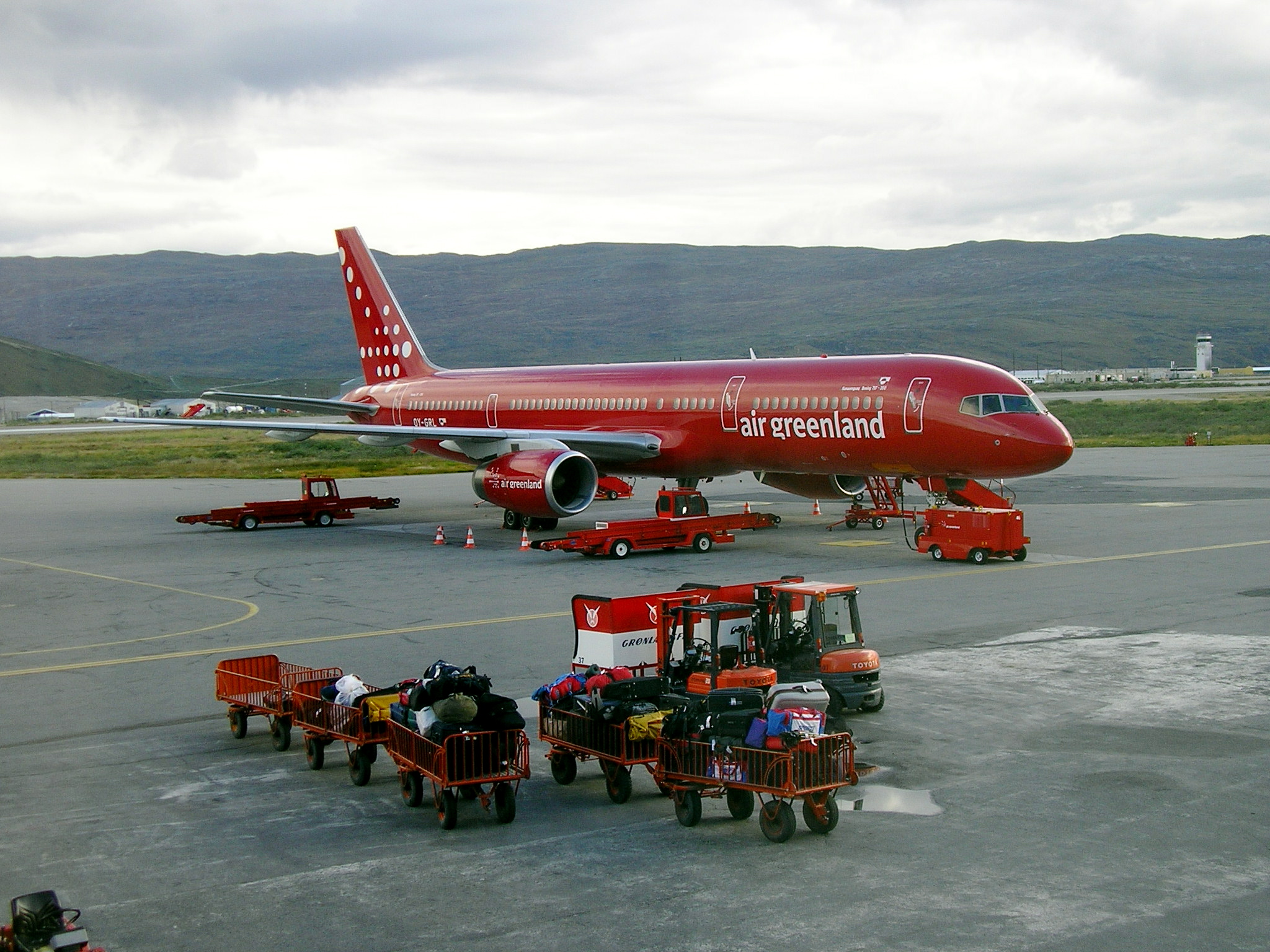
Máy bay Boeing 757-200 của Air Greenland tại Sân bay Kangerlussuaq.

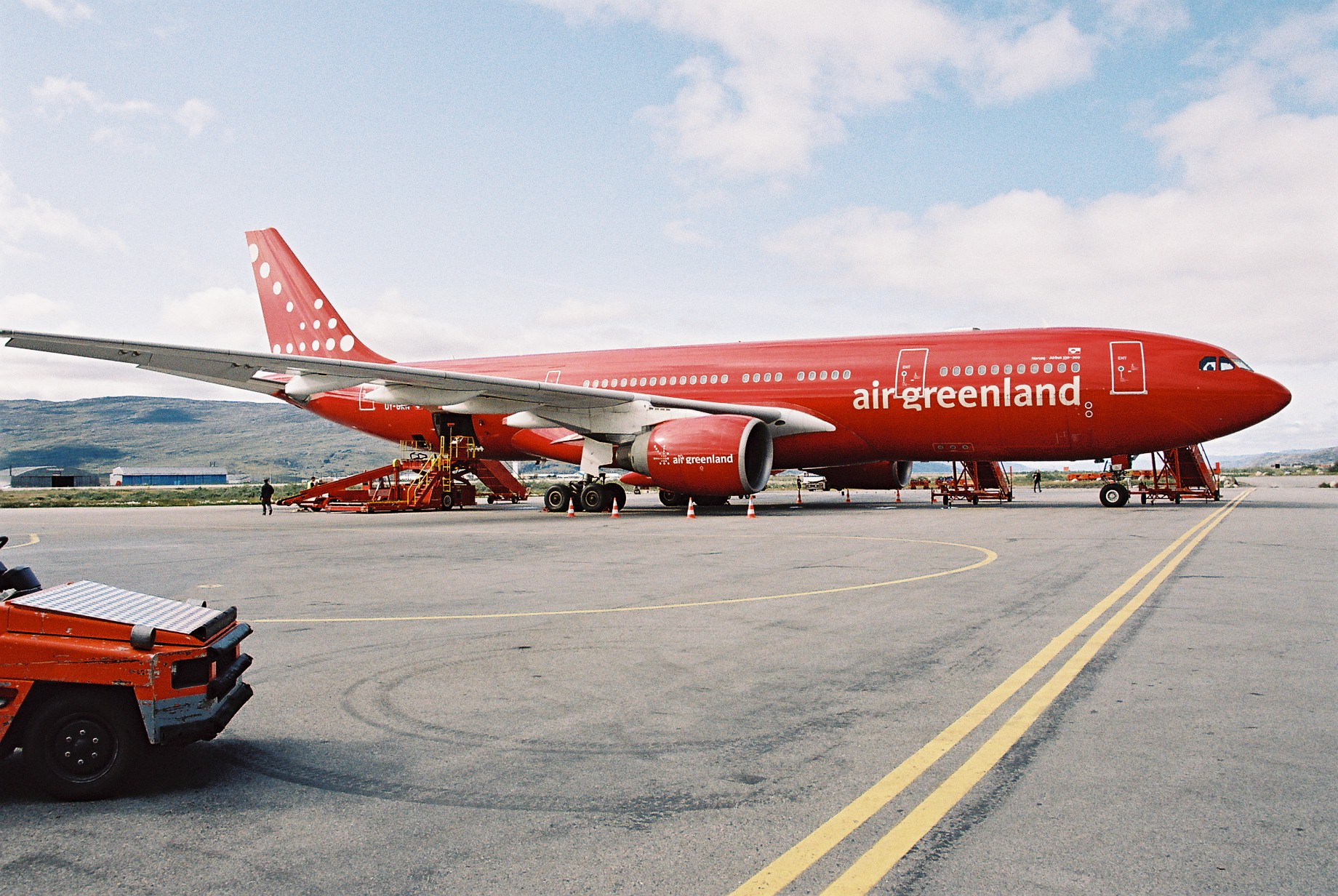
Máy bay Airbus A330 của Air Greenland

Air Greenland (mã IATA: GL, mã ICAO: GRL) là hãng hàng không của đảo Greenland, trụ sở tại Nuuk (thủ phủ đảo Greenland). Air Greenland là hãng hàng không duy nhất có các chuyến bay trong đảo cũng như từ đảo đi Copenhagen và Baltimore (Hoa Kỳ) (và ngược lại). Hiện công ty có 569 nhân viên (tháng 3/2007) với 24 máy bay tới 24 điểm đến. Căn cứ chính của hãng ở Sân bay Nuuk.

## Lịch sử
Air Greenland được Tập đoàn SAS và Công ty khai thác mỏ cryolite Greenland (Kryolitselskabet) thành lập tháng 11 năm 1960, dưới tên Greenlandair. Năm 1962, chính phủ Đan Mạch tham gia với 25% vốn, chính phủ tự trị Greenland 37,5% và Tập đoàn SAS 37,5%. Năm 1988, công ty đưa máy bay phản lực đầu tiên vào sử dụng (loại Boeing 757-200). Năm 2002, công ty đổi tên thành Air Greenland. Năm 2004, công ty lãnh thầu chở thay cho Không quân Hoa Kỳ từ Baltimore tới Căn cứ không quân Hoa Kỳ ở Thule (trên đảo Greenland) (trước đó do Hãng hàng không Scandinavia đảm nhận). Năm 2007, Air Greenland mở đường bay thường xuyên tới Baltimore (Hoa Kỳ)

## Đội máy bay
- 1 Airbus A330-200
- 1 Boeing 757-200
- 6 DHC Dash-7
- 1 Beechcraft B200 King Air
- 2 DHC Twin Otter
- 3 máy bay trực thăng S61
- 6 máy bay trực thăng AS350
- 4 máy bay trực thăng Bell 212

## Các điểm đến
Air Greenland có 22 điểm đến trên đảo (trong đó nhiều điểm chỉ là sân bay trực thăng) và 2 điểm đến ở nước ngoài (tháng 5/2008):
- Đan Mạch
  - Phi trường Copenhagen
- Hoa Kỳ
  - Sân bay quốc tế Baltimore-Washington

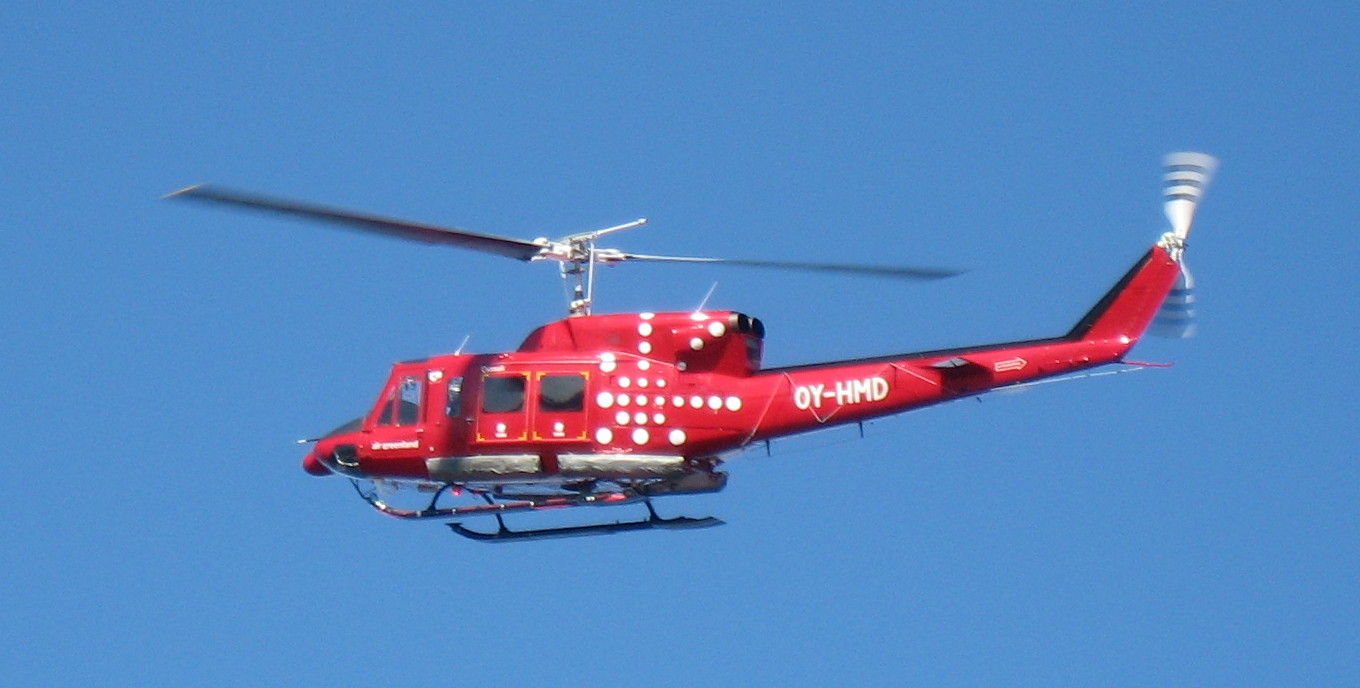
Máy bay trực thăng Bell 212.

- Greenland
  - Aasiaat
  - Kangerlussuaq
  - Kulusuk
  - Maniitsoq
  - Narsarsuaq
  - Nerlerit Inaat
  - Nuuk
  - Pituffik
  - Qaanaaq
  - Sisimiut
  - Upernavik
  - Qaanaaq

## Sân bay trực thăng trong nước
- Aappilattoq
- Alluitsup Paa
- Ammassalik
- Eqaluit Qaqqaat
- Ikerasak
- Illorsuit
- Innaarsuit
- Ittoqqortoormiit
- Kangersuatsiaq
- Kangilinnguit
- Kitsissuarsuit
- Kullorsuaq
- Naajaat
- Nanortalik
- Narsaq
- Nutaarmiut
- Nuugaatsiaq
- Nuussuaq
- Paamiut
- Qaarsut
- Qaqortoq
- Qasigiannguit
- Qeqertaq
- Qeqertarsuaq
- Saattut
- Saqqaq
- Tasiilaq
- Tasiusaq
- Ukkusissat
- Upernavik Kujalleq
- Uummannaq